# Chronicon Briocense
A Crônica de Saint-Brieuc (em latim Chronicon Briocense ) é uma compilação histórica em latim, dedicada à história da Bretanha, produzida entre 1394  e 1416 por um funcionário anônimo da comitiva do duque João IV, que não teve tempo de concluir seu trabalho. 
É assim nomeado por causa de uma nota que aparece na cabeça de um dos dois manuscritos da Biblioteca Nacional que a contém ( BnF Latin 6003  ), segundo a qual este livro seria encontrado na biblioteca do capítulo do catedral de Saint-Brieuc . Outro título reflete o conteúdo: De rebus gestis Britonum Aremoricorum. É uma história dos bretões, primeiros ilhéus (desde o ano 1139 aC. AD e a chegada do Trojan Brutus, homônimo da Bretanha  ), então Armorican, até 1415. Para os acontecimentos de sua época, o autor está muito bem informado, conhecendo, analisando ou copiando vários documentos diplomáticos de alto nível. Nas antigas eras, ele compilou textos diferentes, principalmente o Historia Regum Britanniæ de Geoffroy de Monmouth (e o Gesta regum Britanniæ, épico em 5000 versos do XIII XIII   que é uma paráfrase  ). Ele também usou hagiografias, como a Vita sancti Samsonis de Baudri de Bourgueil, Arcebispo de Dol , a Vita sancti Corentini, a Vita sancti Goeznouii, Vidas de São Gildas, São Tugdual, os Milagres de São Magno. Ele também consultou os cartulares de Redon e o de Quimperlé. Por outro lado, a Crônica de Saint-Brieuc serviu com a História da Bretanha Pierre Le Baud, para reconstruir a Crônica de Nantes (Chronicon Namnetense), texto do século XI desde que desapareceu como tal, e que em grande parte retoma  . 
O autor era um homem da Igreja, mas também um servo do Estado ducal, um patriota bretão fervoroso, um defensor da política de João IV, hostil a Olivier de Clisson e Jean de Châtillon. O historiador Michael Jones propôs identificá-lo a Hervé Le Grant (por volta de 1360-1416), secretário ducal por volta de 1385, nomeado guarda dos arquivos ducal, cujo inventário ele fez em 1395, ainda ativo em 3 de janeiro de 1416, substituído em agosto do mesmo ano. Ele conhecia bem Guillaume de Saint-André, secretário e biógrafo do duque. 
O texto foi parcialmente editado por Dom Lobineau ( Histoire de Bretagne, II, col. 833-891) e por Dom Morice ( Memórias para servir de prova. . . Eu, col. 7-102). 

## Fonte
- Gwennaël Le Duc e Claude Stercx (ed. ), Chronicon Briocense. Crônica de Saint-Brieuc, final XIV século XIV, editado e traduzido de acordo com os manuscritos BN 6003-BN 8899 (Arquivos Departamentais de Ille-et-Vilaine 1 F 1003  ) (cap. I a CIX) , prefácio de Léon Fleuriot, Rennes, Simon, 1972.